# NGC 7739
NGC 7739 is een elliptisch sterrenstelsel in het sterrenbeeld Vissen. Het hemelobject werd in 1865 ontdekt door de Italiaanse astronoom Gaspare Stanislao Ferrari.

## Synoniemen
- ZWG 381.38
- NPM1G +00.0645
- PGC 72272